# Le Hochet
Le Hochet is een kleine stad in Mauritius, gelegen in het district Pamplemousses.

## Bevolking
In 2019 telde Le Hochet naar schattig 15.621 inwoners, een lichte stijging ten opzichte van de officiële volkstelling van 2011, toen er 15.034 inwoners werden geregistreerd. In 2000 woonden er nog 13.878 mensen in deze plaats.

### Religie
Geen enkele religie wordt aangehangen door een meerderheid van de bevolking. Van de 15.034 inwoners in 2011 was het grootste gedeelte hindoeïstisch, namelijk 5.857 personen, omgerekend ongeveer 39% van de bevolking van Le Hochet. Dat percentage is lager dan dat van de totale bevolking van Mauritius, want dat bedraagt zo'n 47%. De islam was de tweede religie - met 3.929 aanhangers, omgerekend 26,1% van de bevolking. De Rooms-Katholieke Kerk had 3.647 aanhangers, omgerekend 24,3% van de bevolking. De overige christelijke stromingen hadden samen 1.415 aanhangers (ongeveer 9,4%). De overige 1,2% van de bevolking van Le Hochet bestaat o.a. uit boeddhisten en mensen waarvan het geloof niet bekend is.